# Andy Mulligan (Autor)
Andrew „Andy“ Mulligan (* in London) ist ein britischer Autor.

## Leben
Mulligan wuchs in South London auf. Er studierte an der Oxford University. Nachdem er über 10 Jahre als Theaterleiter gearbeitet hatte, begann er nach einer Reise nach Asien eine Ausbildung zum Lehrer. Er unterrichtete später als Englisch-Lehrer in Indien, Brasilien, den Philippinen und im Vereinigten Königreich.
2009 erschien der erste Teil seiner Ribblestrop-Trilogie. Der zweite Teil Return to Ribblestrop wurde 2011 mit dem Guardian Children’s Fiction Prize ausgezeichnet. 2012 folgte der letzte Teil Ribblestrop Forever.
Sein Roman Trash wurde 2011 als eine der Top Ten Best Fiction for Young Adults ausgezeichnet und war im Dezember 2011 auch JuBu Buch des Monats. Die Verfilmung Trash wurde 2014 vom Regisseur Stephen Daldry inszeniert.
Mulligan lebt in London und Manila.

## Werke
- Ribblestrop. Simon & Schuster, 2009, ISBN 978-1-84738-230-6.
- Return to Ribblestrop. Simon & Schuster, 2011, ISBN 978-1-84738-812-4.
- Ribblestrop Forever. Simon & Schuster, 2012, ISBN 978-0-85707-800-1.
- Trash. Rowohlt, Reinbek bei Hamburg 2011, ISBN 978-3-499-21598-8.
- Der zweite Kopf des Richard Westlake. Rowohlt, Reinbek bei Hamburg 2014, ISBN 978-3-499-21679-4 (Originaltitel: The Boy with 2 Heads).